# Dirección General de Medicamentos, Insumos y Drogas
La Dirección General de Medicamentos, Insumos y Drogas (Digemid) es un organismo público técnico y normativo de Perú, dependiente del Ministerio de Salud. Fue creada el 18 de abril de 1990 con el objetivo de garantizar el acceso de la población a productos farmacéuticos seguros.

## Organización
Cuenta con cuatro direcciones:
- Dirección de Productos Farmacéuticos
- Dirección de Dispositivos Médicos y Productos Sanitarios
- Dirección de Establecimientos Farmacéuticos
- Dirección de Farmacovigilancia, Acceso y Uso

La Digemid está relacionada con la Autoridad Nacional de Productos Farmacéuticos, Dispositivos Médicos y Productos Sanitarios (ANM) y forma parte del Sistema Peruano de Farmacovigilancia y Tecnovigilancia.

## Registros de fármacos y establecimientos

### Registro Sanitario de Productos Farmacéuticos
Dentro de sus funciones se encuentra la de llevar el registro y regulación de los fármacos y medicamentos utilizados por los Programas de Salud Pública. Esta función se realiza de acuerdo al Reglamento para el Registro, Control y Vigilancia Sanitaria de Productos Farmacéuticos, Dispositivos Médicos y Productos Sanitarios, aprobado a través del Decreto Supremo n.° 016-2011-SA del 27 de julio de 2011. Los productos farmacéuticos aprobados por la DIGEMID obtienen un registro sanitario de un producto o dispositivo que «faculta a su titular para la fabricación, importación, almacenamiento, distribución, comercialización, promoción, dispensación, expendio o uso de los mismos».

### Registro Nacional de Establecimientos Farmacéuticos
La Dirección de Establecimientos Farmacéuticos es el la unidad encargada de llevar el registro nacional de establecimientos, públicos y privados, tales como farmacias, boticas, laboratorios, droguerías, botiquines y almacenes especializados.
A través del Reglamento de Establecimientos Farmacéuticos a través del Decreto Supremo n.° 014-2011-SA del 27 de julio de 2011 «establece las condiciones técnicas y sanitarias para el funcionamiento de los establecimientos dedicados a la fabricación, importación, exportación, almacenamiento, comercialización, distribución, dispensación, expendio de productos farmacéuticos, dispositivos médicos y productos sanitarios».

## Directores
Desde el 11 de diciembre de 2019 la química farmacéutica Carmen Ponce Fernández es la directora general de la Digemid.
En 2025, fue directora la Sonia Delgado Céspedes.

### Legislación
- Ley n.º 29459, Ley de los Productos Farmacéuticos, Dispositivos Médicos y Productos Sanitarios, publicada el 26 de noviembre de 2009.

- Datos: Q64364573